# CARIFTA Games 1974
Die 3. CARIFTA Games fanden vom 13. bis zum 15. April 1974 in der jamaikanischen Hauptstadt Kingston statt. Teilnahmeberechtigt waren alle Staaten, die Teil der Caribbean Free Trade Association (CARIFTA) sind. Es wurden Wettbewerbe in der U20-Altersklasse ausgetragen sowie zum zweiten Mal auch in der U17-Altersklasse.

## Männer U20

### 100 m
| Platz | Athlet           | Land | Zeit (s) |
| ----- | ---------------- | ---- | -------- |
| 1     | Noel Lynch       | BAR  | 10,7     |
| 2     | Michael Sharpe   | BER  | 10,8     |
| 3     | Colin Bradford   | JAM  | 10,8     |
| 4     | Anthony Jones    | BAR  | 10,8     |
| 5     | Patrick Pinder   | TTO  | 10,9     |
| 6     | Maurice Beecher  | JAM  | 11,0     |
| 7     | Richard Davis    | BHS  | 11,1     |
| 8     | Francis Williams | VIN  | 11,3     |

Finale: 16. April

### 200 m
| Platz | Athlet          | Land | Zeit (s) |
| ----- | --------------- | ---- | -------- |
| 1     | Calvin Dill     | BER  | 21,5     |
| 2     | Noel Lynch      | BER  | 21,9     |
| 3     | Colin Bradford  | JAM  | 21,9     |
| 4     | Maurice Beecher | JAM  | 22,5     |
| 5     | Richard Davis   | BHS  | 22,5     |
| 6     | M. Bethel       | BHS  | 23,1     |
| 7     | Hamil Grimes    | BAR  | 23,2     |
| 8     | Patrick Pinder  | TTO  | 23,2     |

Finale: 15. April

### 400 m
| Platz | Athlet           | Land | Zeit (s) |
| ----- | ---------------- | ---- | -------- |
| 1     | Charles Headlam  | JAM  | 48,5     |
| 2     | Barrington Smith | JAM  | 49,2     |
| 3     | Anthony Myers    | TTO  | 49,3     |
| 4     | Claude Defour    | TTO  | 49,8     |
| 5     | Anthony Jones    | BAR  | 50,5     |
| 6     | Norbert Simons   | BER  | 51,9     |
| 7     | Hamil Grimes     | BAR  | 52,0     |
| 8     | Daniel Joseph    | LAN  | 53,9     |

Finale: 15. April

### 800 m
| Platz | Athlet          | Land | Zeit (min) |
| ----- | --------------- | ---- | ---------- |
| 1     | Charles Headlam | JAM  | 1:56,0     |
| 2     | Errol Atlan     | JAM  | 1:56,6     |
| 3     | Trevor Small    | BAR  | 1:56,9     |
| 4     | Prince Hepburn  | BHS  | 1:59,0     |
| 5     | Louis Charles   | TTO  | 2:01,9     |
| 6     | Trevor Cann     | BER  | 2:04,8     |
| 7     | Michael Cooper  | BHS  | 2:05,9     |

15. April

### 1500 m
| Platz | Athlet            | Land | Zeit (min) |
| ----- | ----------------- | ---- | ---------- |
| 1     | Louis Trotman     | BAR  | 4:04,0     |
| 2     | Trevor Small      | BAR  | 4:04,9     |
| 3     | Patrick Roxburgh  | JAM  | 4:05,9     |
| 4     | Prince Hepburn    | BHS  | 4:10,7     |
| 5     | Andre Heyliger    | BER  | 4:12,5     |
| 6     | Michael Watson    | BER  | 4:16,3     |
| 7     | Steve Braithwaite | TTO  | 4:20,6     |
| 8     | Louis Charles     | TTO  | 4:21,4     |

16. April

### 3000 m
| Platz | Athlet            | Land | Zeit (min) |
| ----- | ----------------- | ---- | ---------- |
| 1     | Steve Braithwaite | TTO  | 09:11,8 CR |
| 2     | Louis Trotman     | BAR  | 09:11,9    |
| 3     | Floyd Patrick     | BAR  | 09:14,5    |
| 4     | Felix Bailey      | JAM  | 09:33,4    |
| 5     | Michael Watson    | BER  | 09:37,3    |
| 6     | Conrad Welch      | TTO  | 09:39,3    |
| 7     | Patrick Gayle     | JAM  | 10:02,1    |
| 8     | Andre Heyliger    | BER  | 10:12,3    |

15. April

### 110 m Hürden
| Platz | Athlet           | Land | Zeit (s) |
| ----- | ---------------- | ---- | -------- |
| 1     | Clive Barriffe   | JAM  | 14,8 =CR |
| 2     | Mark Stoute      | BAR  | 15,5     |
| 3     | Jocelyn Wynter   | JAM  | 15,6     |
| 4     | Kelshall Rivas   | TTO  | 16,3     |
| 5     | Antoine Stirling | BER  | 16,6     |
| 6     | Don Haynes       | BHS  | 16,8     |
| 7     | Chris Anderson   | VCT  | 18,4     |

15. April

### 400 m Hürden
| Platz | Athlet           | Land | Zeit (s) |
| ----- | ---------------- | ---- | -------- |
| 1     | Clive Barriffe   | JAM  | 54,7     |
| 2     | Mark Stoute      | BAR  | 55,7     |
| 3     | Kelshall Rivas   | TTO  | 58,3     |
| 4     | Jocelyn Wynter   | JAM  | 60,7     |
| 5     | Antoine Stirling | BER  | 61,7     |
| 6     | Don Haynes       | BHS  | 64,4     |
| 7     | Trevor Cann      | BER  | 69,6     |

16. April

### 4 × 100 m Staffel
| Platz | Land                | Athleten                         | Zeit (s) |
| ----- | ------------------- | -------------------------------- | -------- |
| 1     | Bermuda             | ? Calvin Dill Michael Sharpe     | 41,1 CR  |
| 2     | Jamaika             | ? Maurice Beecher Colin Bradford | 41,2     |
| 3     | Trinidad und Tobago | ? Patrick Pinder                 | 42,5     |
| 4     | Bahamas             |                                  | 42,7     |
| 5     | Barbados            |                                  | 42,8     |
| 4     | Kleine Antillen     |                                  | 43,8     |

15. April

### 4 × 400 m Staffel
| Platz | Land                | Athleten                           | Zeit (min) |
| ----- | ------------------- | ---------------------------------- | ---------- |
| 1     | Jamaika             | Barrington Smith ? Charles Headlam | 3:13,8 CR  |
| 2     | Barbados            | ? Hamil Grimes Anthony Jones       | 3:20,9     |
| 3     | Bermuda             | ? Norbert Simons                   | 3:23,7     |
| 4     | Trinidad und Tobago |                                    | DSQ        |

16. April

### Hochsprung
| Platz | Athlet          | Land | Höhe (m) |
| ----- | --------------- | ---- | -------- |
| 1     | Owen Cunningham | JAM  | 1,98 CR  |
| 2     | Clive Barriffe  | JAM  | 1,98 =CR |
| 3     | Wade Mitchell   | TTO  | 1,96     |
| 4     | Clark Godwin    | BER  | 1,91     |
| 5     | Foster Joseph   | LAN  | 1,91     |
| 6     | Maxwell Peters  | LAN  | 1,88     |
| 7     | Chasma Rolle    | BHS  | 1,80     |
| 8     | Louis Skinner   | BAR  | 1,78     |

16. April

### Stabhochsprung
| Platz | Athlet            | Land | Höhe (m) |
| ----- | ----------------- | ---- | -------- |
| 1     | Everton Cornelius | LAN  | 3,25 CR  |
| 2     | Gerald Basden     | BER  | 2,94     |

16. April

### Weitsprung
| Platz | Athlet            | Land | Weite (m) |
| ----- | ----------------- | ---- | --------- |
| 1     | Dennis Trott      | BER  | 6,81      |
| 2     | Glen Lake         | BER  | 6,73      |
| 3     | Everton Cornelius | LAN  | 6,69      |
| 4     | Maxwell Peters    | LAN  | 6,50      |
| 5     | Ewart Williams    | BAR  | 6,33      |
| 6     | Francis Williams  | VCT  | 6,30      |

15. April

### Dreisprung
| Platz | Athlet          | Land | Weite (m) |
| ----- | --------------- | ---- | --------- |
| 1     | Michael Sharpe  | BER  | 15,40 CR  |
| 2     | David Green     | JAM  | 14,84     |
| 3     | Rommell Small   | BAR  | 14,03     |
| 4     | Roger Celestine | TTO  | 13,52     |
| 5     | Anthony Wade    | BAR  | 13,46     |

16. April

### Kugelstoßen
| Platz | Athlet             | Land | Weite (m) |
| ----- | ------------------ | ---- | --------- |
| 1     | Dennis Thompson    | JAM  | 13,78     |
| 2     | Marcus Joseph      | TTO  | 13,26     |
| 3     | Birtchfield Martin | LAN  | 13,24     |
| 4     | Warren Pitt        | BER  | 12,11     |
| 5     | Rommell Small      | BAR  | 11,99     |
| 6     | John Cato          | VCT  | 11,86     |

16. April

### Diskuswurf
| Platz | Athlet           | Land | Weite (m) |
| ----- | ---------------- | ---- | --------- |
| 1     | Dennis Thompson  | JAM  | 43,62     |
| 2     | Dilton Woodley   | BER  | 39,86     |
| 3     | Rommell Small    | BAR  | 39,30     |
| 4     | Warren Pitt      | BER  | 36,76     |
| 5     | Marcus Joseph    | TTO  | 35,76     |
| 6     | Francis Williams | VCT  | 35,66     |

15. April

### Speerwurf
| Platz | Athlet           | Land | Weite (m) |
| ----- | ---------------- | ---- | --------- |
| 1     | Robert Moulder   | BER  | 55,82     |
| 2     | Cordell De Silva | VCT  | 50,90     |
| 3     | Malcolm Smith    | BER  | 49,66     |
| 4     | Dennis Thompson  | JAM  | 49,31     |
| 5     | Malcolm Thompson | TTO  | 45,63     |
| 6     | Henderson Bayley | BAR  | 43,87     |

15. April

## Frauen U20

### 100 m
| Platz | Athletin          | Land | Zeit (s) |
| ----- | ----------------- | ---- | -------- |
| 1     | Dorothy Scott     | JAM  | 12,0     |
| 2     | Debbie Jones      | BER  | 12,0     |
| 3     | Regina Montague   | JAM  | 12,4     |
| 4     | Janet Stoute      | BAR  | 12,6     |
| 5     | Angela McLean     | TTO  | 12,7     |
| 6     | Marcia Trotman    | BAR  | ?        |
| 7     | Janice Bernard    | TTO  | 12,8     |
| 8     | Bernadette Wilson | BER  | 12,9     |

Finale: 16. April

### 200 m
| Platz | Athletin          | Land | Zeit (s) |
| ----- | ----------------- | ---- | -------- |
| 1     | Marcia Trotman    | BAR  | 24,5     |
| 2     | Debbie Jones      | BER  | 24,6     |
| 3     | Maureen Gottshalk | JAM  | 24,7     |
| 4     | Regina Montague   | JAM  | 25,0     |
| 5     | Janet Stoute      | BAR  | 25,3     |
| 6     | Angela McLean     | TTO  | 25,6     |
| 7     | Andrea Trott      | BER  | 25,6     |
| 8     | Ruth Gardner      | ISV  | 26,6     |

Finale: 15. April

### 400 m
| Platz | Athletin           | Land | Zeit (s) |
| ----- | ------------------ | ---- | -------- |
| 1     | Maureen Gottschalk | JAM  | 55,5 CR  |
| 2     | Marva Edwards      | TTO  | 57,1     |
| 3     | Barbara Bishop     | BAR  | 57,1     |
| 4     | Donna Bean         | BER  | 57,8     |
| 5     | Ruth Alexander     | TTO  | 58,0     |
| 6     | Carlota McNabb     | JAM  | 59,1     |
| 7     | Heather Gooding    | BAR  | 59,8     |
| 8     | E. Miller          | BHS  | 61,1     |

Finale: 16. April

### 800 m
| Platz | Athletin        | Land | Zeit (min) |
| ----- | --------------- | ---- | ---------- |
| 1     | Carlota McNabb  | JAM  | 2:15,0 CR  |
| 2     | Heather Gooding | BAR  | 2:16,8     |
| 3     | Marva Edwards   | TTO  | 2:16,9     |
| 4     | Carla Godwin    | BER  | 2:26,7     |
| 5     | Reva Knight     | JAM  | 2:29,9     |
| 6     | Susan Fox       | BER  | 2:31,9     |

15. April

### 100 m Hürden
| Platz | Athletin        | Land | Zeit (s) |
| ----- | --------------- | ---- | -------- |
| 1     | Cheryl Blackman | BAR  | 15,3     |
| 2     | Lola Ramsay     | JAM  | 15,6     |
| 3     | Sharon Wilson   | BAR  | 15,9     |
| 4     | Ann Adams       | TTO  | 16,3     |

15. April

### 4 × 100 m Staffel
| Platz | Land                         | Athletinnen                                   | Zeit (s) |
| ----- | ---------------------------- | --------------------------------------------- | -------- |
| 1     | Jamaika                      | ? Dorothy Scott Regina Montague               | 46,7 CR  |
| 2     | Barbados                     | ? Janet Stoute Marcia Trotman                 | 47,8     |
| 3     | Bermuda                      | ? Bernadette Wilson Debbie Jones Andrea Trott | 47,9     |
| 4     | Trinidad und Tobago          |                                               | 48,6     |
| 5     | Bahamas                      |                                               | 50,9     |
| 6     | Amerikanische Jungferninseln |                                               | 51,1     |

15. April

### 4 × 400 m Staffel
| Platz | Land                | Athletinnen                         | Zeit (min) |
| ----- | ------------------- | ----------------------------------- | ---------- |
| 1     | Barbados            | ? Heather Gooding Barbara Bishop    | 3:47,5 CR  |
| 2     | Jamaika             | ? Carlota McNabb Maureen Gottschalk | 3:48,5     |
| 3     | Trinidad und Tobago | ? Ruth Alexander Marva Edwards      | 3:54,5     |
| 4     | Trinidad und Tobago |                                     | 3:57,7     |
| 5     | Bahamas             |                                     | 4:21,9     |

16. April

### Hochsprung
| Platz | Athletin         | Land | Höhe (m) |
| ----- | ---------------- | ---- | -------- |
| 1     | Melany McDonald  | JAM  | 1,63     |
| 2     | Linda Woodside   | BHS  | 1,58     |
| 3     | Marlene Bascombe | BAR  | 1,55     |
| 4     | Monica Johnson   | BER  | 1,53     |
| 5     | Jennifer Bynoe   | BAR  | 1,53     |
| 5     | Marilyn Billy    | TTO  | 1,47     |

15. April

### Weitsprung
| Platz | Athletin          | Land | Weite (m) |
| ----- | ----------------- | ---- | --------- |
| 1     | Dorothy Scott     | JAM  | 5,62      |
| 2     | Sharon Wilson     | BAR  | 5,51      |
| 3     | Halcien Gallimore | JAM  | 5,44      |
| 4     | Marlene Bascombe  | BAR  | 5,35      |
| 5     | Shonel Ferguson   | BHS  | 4,86      |
| 6     | Vivienne Richards | BER  | 4,71      |

16. April

### Kugelstoßen
| Platz | Athletin        | Land | Weite (m) |
| ----- | --------------- | ---- | --------- |
| 1     | Winsome Langley | JAM  | 11,31     |
| 2     | Denise Moss     | BHS  | 10,35     |
| 3     | Bessie Hortone  | BER  | 10,30     |
| 4     | Pat Skinner     | BAR  | 09,47     |
| 5     | Lyn George      | TTO  | 09,40     |
| 6     | Fontane Archer  | BAR  | 08,89     |

15. April

### Diskuswurf
| Platz | Athletin        | Land | Weite (m) |
| ----- | --------------- | ---- | --------- |
| 1     | Winsome Langley | JAM  | 34,92 CR  |
| 2     | Rhonda Rawlins  | BER  | 30,98     |
| 3     | Fontane Archer  | BAR  | 28,64     |
| 4     | Elsa Lawrence   | TTO  | 27,61     |
| 5     | Lyn George      | TTO  | 26,77     |

16. April

### Speerwurf
| Platz | Athletin         | Land | Weite (m) |
| ----- | ---------------- | ---- | --------- |
| 1     | Lyn George       | TTO  | 34,98     |
| 2     | Lucille George   | TTO  | 33,58     |
| 3     | Glenda De Peiza  | BAR  | 32,76     |
| 4     | Bessie Horton    | BER  | 32,67     |
| 5     | Rhonda Rawlins   | BER  | 28,78     |
| 6     | Marlene Bascombe | BAR  | 23,19     |

15. April

## Männer U17

### 100 m
| Platz | Athlet         | Land | Zeit (s) |
| ----- | -------------- | ---- | -------- |
| 1     | Rickey Moxey   | BHS  | 11,3     |
| 2     | Norman Allen   | JAM  | 11,4     |
| 3     | Colin Corbin   | BAR  | 11,4     |
| 4     | Conell Matthew | LAN  | 11,5     |
| 5     | Errol Williams | JAM  | 11,5     |
| 6     | Ronald Swan    | BER  | 11,7     |
| 7     | R. Seymour     | BHS  | 11,8     |
| 8     | Richard Ross   | TTO  | 11,9     |

16. April

### 200 m
| Platz | Athlet          | Land | Zeit (s) |
| ----- | --------------- | ---- | -------- |
| 1     | Errol Williams  | JAM  | 23,7     |
| 2     | R. Seymour      | BHS  | 23,7     |
| 3     | Ronald Swan     | BER  | 23,8     |
| 4     | Colin Corbin    | BAR  | 23,8     |
| 5     | Neil Fairclough | JAM  | 23,8     |
| 6     | Conell Matthew  | LAN  | 23,9     |
| 7     | Richard Ross    | TTO  | 24,9     |
| 8     | Rickey Moxey    | BHS  | 24,9     |

15. April

### 400 m
| Platz | Athlet          | Land | Zeit (s) |
| ----- | --------------- | ---- | -------- |
| 1     | Norman Allen    | JAM  | 50,1 CR  |
| 2     | Neil Fairclough | JAM  | 50,5     |
| 3     | Richard Ross    | TTO  | 50,8     |
| 4     | Ronald Swan     | BER  | 51,3     |
| 5     | Michael Cooper  | BHS  | 53,3     |

16. April

## Frauen U17

### 100 m
| Platz | Athletin          | Land | Zeit (s) |
| ----- | ----------------- | ---- | -------- |
| 1     | Debbie Jones      | BER  | 12,3     |
| 2     | Esther Hope       | TTO  | 12,9     |
| 3     | Verna Laidlow     | JAM  | 12,9     |
| 4     | Bernadette Wilson | BER  | 12,9     |
| 5     | Sandra Archer     | BAR  | 13,2     |
| 6     | Jennifer Bynoe    | BAR  | 13,3     |
| 7     | Imogene Morris    | JAM  | 13,4     |
| 8     | Valerie Smith     | BHS  | 13,4     |

15. April

### 200 m
| Platz | Athletin       | Land | Zeit (s) |
| ----- | -------------- | ---- | -------- |
| 1     | Debbie Jones   | BER  | 24,6 CR  |
| 2     | Esther Hope    | TTO  | 25,4     |
| 3     | Ann Adams      | TTO  | 25,7     |
| 4     | Jennifer Bynoe | BAR  | 25,8     |
| 5     | Verna Laidlow  | JAM  | 26,4     |
| 6     | Andrea Trott   | BER  | 26,4     |
| 7     | Valerie Smith  | BHS  | 26,5     |
| 8     | Sandra Archer  | BAR  | 27,2     |

16. April

## Medaillenspiegel
| Platz | Land                           |    |   |    |    |
| ----- | ------------------------------ | -- | - | -- | -- |
| 1     | Jamaika                        | 18 | 9 | 8  | 35 |
| 2     | Bermuda                        | 7  | 7 | 5  | 19 |
| 3     | Barbados                       | 5  | 9 | 10 | 24 |
| 4     | Trinidad und Tobago            | 2  | 5 | 8  | 15 |
| 5     | Bahamas                        | 1  | 3 | 0  | 4  |
| 6     | Kleine Antillen                | 1  | 0 | 2  | 3  |
| 7     | St. Vincent und die Grenadinen | 0  | 1 | 0  | 1  |